# コンプレックス (雑誌)
『コンプレックス』（Complex）は、 ニューヨークに拠点を置く、アメリカ合衆国の若者文化に焦点を置いたメディア。ファッションデザイナーのマーク・エコーによって、隔月誌として創刊された。現在、『コンプレックス』YouTube公式チャンネルの登録者数は455万人、総再生回数は13億に達している。
『コンプレックス』は、『ビジネスインサイダー』によって、ニューヨークにおける最も価値のあるスタートアップの例の一つとして挙げられ、世界における最も価値のあるプライベートカンパニーの一つに数えられた。